# سكيب ثورين
سكيب ثورين (بالإنجليزية: Skip Thoren)‏ مواليد 5 أبريل 1943 في روكفورد، هو لاعب كرة سلة أمريكي معتزل. بدأ مسيرته الاحترافية في سنة 1965. تم اختياره من قبل فريق واشنطن ويزاردز خلال الدرافت. يبلغ طوله 6 قدم 10 بوصة (2.1 م). اعتزل اللعب في 1970.

## روابط خارجية
- سكيب ثورين على موقع إن بي أي (الإنجليزية)
- سكيب ثورين على موقع سبورتس رفرنس (الإنجليزية)
- سكيب ثورين على موقع كلية كرة السلة في سبورتس رفرنس.كوم (الإنجليزية)
- سكيب ثورين على موقع ريلجم (الإنجليزية)
- سكيب ثورين على موقع بروبوليرز (الإنجليزية)